# Телліг
Телліг (нім. Tellig) — громада в Німеччині, розташована в землі Рейнланд-Пфальц. Входить до складу району Кохем-Целль. Складова частина об'єднання громад Цель (Мозель).
Площа — 1,21 км2. Населення становить 286 ос. (станом на 31 грудня 2020).